# Megachile melanophaea
Megachile melanophaea är en biart som beskrevs av Smith 1853. Megachile melanophaea ingår i släktet tapetserarbin, och familjen buksamlarbin. Inga underarter finns listade i Catalogue of Life.